# Screamin' for My Supper
Screamin' for My Supper è il secondo album in studio della cantautrice statunitense Beth Hart, pubblicato il 3 agosto 1999.

## Tracce
1. Just a Little Hole – 5:16 (Beth Hart, Greg Sutton, Bob Thiele)
2. Delicious Surprise – 3:48 (Glen Burtnik, Beth Hart)
3. L.A. Song (Out of This Town) – 3:55 (Beth Hart)
4. Is That Too Much to Ask – 3:32 (Beth Hart, Greg Sutton, Bob Thiele)
5. By Her – 4:08 (Lanny Cordola, Beth Hart)
6. Get Your Shit Together – 4:42 (Glen Burtnik, Beth Hart)
7. Stay – 4:49 (Beth Hart)
8. G.O.P. – 4:00 (Beth Hart)
9. Skin – 5:00 (Beth Hart)
10. Girls Say – 3:44 (Beth Hart)
11. Sky Is Falling – 4:34 (Glen Burtnik, Beth Hart)
12. Mama – 4:27 (Beth Hart)
13. Favorite Things / House of Sin (Hidden Track) – 9:02 (Beth Hart)

Traccia bonus
1. Take Me Away – 4:21 (Beth Hart)

## Classifiche
| Classifica (1999-00) | Posizione massima |
| -------------------- | ----------------- |
| Nuova Zelanda        | 22                |
| Paesi Bassi          | 97                |
| Stati Uniti          | 143               |